# A Klase 1951
L'edizione 1951 del A Klase fu la settima come campionato della Repubblica Socialista Sovietica Lituana; il campionato fu vinto dall'Inkaras Kaunas, giunto al suo 2º titolo.

## Formula
Il campionato fu disputato nuovamente su un girone unico e le squadre partecipanti scesero a 12 squadre: oltre alle cinque retrocessioni rispetto alla stagione precedente l'FSK Kaunas non si iscrisse; queste sei squadre furono sostituite solo parzialmente da Saliutas Vilnius e Lituanika Kaunas.
Le formazioni si incontrarono in gironi di andata e ritorno, ma il Saliutas Vilnius disputò solo le partite in casa, per un totale di 21 incontri per squadra. Le squadre classificate agli ultimi due posti retrocedevano.

## Classifica finale
|                        | Pos. | Squadra            | Pt | G  | V  | N | P  | GF | GS | DR  |
| ---------------------- | ---- | ------------------ | -- | -- | -- | - | -- | -- | -- | --- |
| RSS Lituana (bandiera) | 1.   | Inkaras Kaunas     | 39 | 21 | 19 | 1 | 1  | 90 | 13 | +77 |
|                        | 2.   | Elnias Šiauliai    | 29 | 21 | 13 | 3 | 5  | 51 | 20 | +31 |
|                        | 3.   | Audiniai Kaunas    | 28 | 21 | 13 | 2 | 6  | 55 | 29 | +26 |
|                        | 4.   | Lituanika Kaunas   | 27 | 21 | 12 | 3 | 6  | 61 | 35 | +26 |
|                        | 5.   | Dinamo Vilnius     | 22 | 21 | 10 | 2 | 9  | 68 | 33 | +35 |
|                        | 6.   | Audra Klaipėda     | 14 | 21 | 10 | 1 | 10 | 36 | 34 | +2  |
|                        | 7.   | ASK Kaunas         | 13 | 21 | 8  | 5 | 8  | 32 | 36 | -4  |
|                        | 8.   | Saliutas Vilnius   | 16 | 11 | 6  | 4 | 1  | 36 | 17 | +19 |
|                        | 9.   | Žalgiris Panevėžys | 13 | 21 | 4  | 5 | 12 | 28 | 64 | -36 |
|                        | 10.  | Žalgiris Kybartai  | 11 | 21 | 4  | 3 | 14 | 30 | 59 | -29 |
|                        | 11.  | Dinamo Utena       | 8  | 21 | 3  | 2 | 16 | 22 | 94 | -72 |
|                        | 12.  | Žalgiris Ukmergė   | 7  | 21 | 3  | 1 | 17 | 20 | 95 | -75 |